# Groitschen
Groitschen ist ein Ortsteil von Brahmenau im Landkreis Greiz in Thüringen.

## Lage
Groitschen liegt nordöstlich von Gera im Ronneburger Acker- und Bergbaugebiet am Rand der auslaufenden Leipziger Tieflandbucht und liegt östlich des Ortszentrums von Brahmenau, von dem es einen Teil darstellt. Das Gebiet ist geprägt durch Verkehrswege und begrünten Erosionsrinnen und Bächen.

## Geschichte
Als Dorf wurde Groitschen am 9. November 1121 erstmals urkundlich erwähnt. Von 1785 bis 1788 wurde die Dorfkirche errichtet. Am 1. Oktober 1937 wurde Groitschen nach Culm eingemeindet. Culm wurde am 13. November 1937 in Brahmenau umbenannt.

## Persönlichkeiten
- Max Benkwitz (1889–1974), Politiker (SPD; USPD; KPD; SED)